# ضخامة اللسان
ضخامة اللسان أو تضخم اللسان هو اضطرابٌ في حجم اللسان حيث يتضخم ويصبح حجمه أكبر من المعتاد وذلك بسبب زياده كمية الأنسجة في اللسان وليس بسبب ورمٍ، وهو إما تضخم عضلي، أو تضخم لمفي. كما أنها حالةٌ وراثيةٌ وخلقيةٌ وتكون شائعةً في بعض الأضطرابات مثل: ضخامه النهايات، متلازمه بيكويث-فيدمان. قصور الغدة الدرقية الخلقي، مرض السكري، متلازمه داون، أدواء عديد السكاريد المخاطي، الداء النشواني الابتدائي.

## التصنيف
المراجعة العاشرة للتصنيف الدولي للأمراض قوائم ضخامة اللسان تحت عنوان «التشوهات الخلقية الأخرى من الجهاز الهضمي». وقد اقترحت تعاريف ضخامة اللسان، بما في ذلك "لسان الذي يبرز ما وراء الأسنان خلال [the] ترتكز الوضعية "و«إذا كان هناك إنطباع من الأسنان على الحدود بين اللسانية عندما يفتح المرضى أفواههم قليلا». واقترح آخرون أنه لا يوجد تعريف موضوعي لما يشكل ضخامة اللسان.
 Pseudomacryglossia  ويشير إلى اللسان الذي هو حجمه الطبيعي ولكنه يعطي انطباعا خاطئا بأنها كبيرة جدا فيما يتعلق الهياكل التشريحية المجاورة.
تصنيف ماير الإضافي يقسم ضخامة اللسان إلى معمما أو موضعيا.

## العلامات والأعراض
على الرغم من أنه قد يكون بدون أعراض، والأعراض أكثر عرضة وتكون موجودة وأكثر شدة مع كبر اللسان أي الأكبر حجما عادة. علامات وأعراض ما يلي:
- ضيق النفس - من حيث الصعوبة، والتنفس الصاخب، انقطاع النفس الانسدادي النومي[6] أو انسداد المجرى الهوائي
- عسر البلع - صعوبة في البلع والأكل
- خلل النطق - تعطل لغة الكلام، وربما واضح كما في اللثغة ثاثاة (لثغة السين)
- فرط الألعاب - سيلان اللعاب
- التهاب الشفة الزاوي - تقرحات في زوايا الفم
- لسان مفرض - حزوز على الحدود الجانبية للسان ناجمة عن الضغوط من الأسنان («قشرة فطيرة اللسان»)
- العض المفتوح - وهو نوع من سوء إطباق الأسنان
- فقم فك سفلي - توسيع الفك السفلي
- التنفس الفموي
- تقويم الأسنان غير الطبيعي - بما في ذلك الفلج وتباعد الأسنان[5]

اللسان الذي يبرز بشكل مستمر من الفم هو عرضة للجفاف والتقرح أو العدوى أو حتى النخر.

## الأسباب
ضخامة اللسان قد يكون ناجما عن طائفة واسعة من العيوب الخلقية والإضطرابات المكتسبة. ضخامة اللسان المنعزل لا يوجد لديه سبب للتحديد. الأسباب الأكثر شيوعا لتضخم اللسان هي التشوهات الوعائية
الداء النشواني هو تراكم البروتينات الغير قابلة للذوبان في الأنسجة وتعوق الوظيفة الطبيعية. 
اللسان قد يظهر الانتشارية، على نحو سلس تضخم معمم.
و لساني درقي.
أهم أسباب كبر حجم اللسان macroglossia عندالرضع هو:
- متلازمة داون
- والسبب الثاني الأكثر شيوعاً هو وجود قصور في غدة الدرقيه، وهناك أسباب أخرى عديدة أقل مشاهدة تشمل:
- الورم الوعائي اللمفاوي في اللسان
- فرط تصنع اللسان مجهول السبب
- بعض الأمراض الاستقلابية
- بعض الاضطرابات الصبغية الأخرى مثل متلازمة بيكويث ويدمان Beckwith-Wiedemann syndrome.
- وهناك حالات تسمى كبر حجم اللسان الكاذب، أي أن اللسان لا يكون كبيراً فعلاً وإنما يبدو بارزاً بسبب صغر الفك السفلي كما في بيير روبين PierreRobin syndrome
- ويمكن أن تشاهد ضخامة اللسان عند الأطفال الكبار كاختلاط للداء النشواني وهو مرض نادر المشاهدة عند الأطفال ولابد من إخضاع طفلك لفحص دقيق من قبل طبيب الأطفال لتقييم حالته بدقة

## التشخيص
في العادة تُشخَّص ضخامة اللسان سريريًّا، التنظير النوميّ والتصوير قد يُستخدَم لتقييم انقطاع النفس الانسدادي النوميّ. التقييم الأوليّ لجميع المرضى بضخامة اللسان قد يشمل فحص البطن بالموجات فوق الصوتية (الأولترا-ساوند) ودراسة جزيئيّة لمتلازمة بكوِث ودمان.

## العلاج
علاج ضخامة اللسان يعتمد على السبب، وعلى شدّة التضخم وعوارضه. ليس هنالك أي حاجة للعلاج في الحالات الطفيفة أو الحالات التي فيها عدد قليل من العوارض. معالجة النطق قد تكون ذات منفعة، أو عملية جراحية لتصغير حجم اللسان (استئصال جزئي من اللسان). قد يشمل العلاج أيضًا تصحيح التقويم الذي تشوّه نتيجة تضخم اللسان. قد يكون هنالك حاجة لعلاج أي مرض جهازي كامن، مثل العلاج بالأشعة.

## علم الأوبئة
ضخامة اللسان حالة غير شائعة، إلا أنّها تحدث في العادة عند الأطفال. تمّ الإثبات أن لضخامة اللسان علاقة بتاريخ الأسرة في 6% من الحالات. المنظمة الوطنية للأمراض النادرة تصنّف ضخامة اللسان ضمن الأمراض النادرة (أقل من 200,000 حالة في الولايات المتحدة).

## وصلات خارجية
- UK NHS National Amyloidosis Centre Patient Information Site
- Grand Rounds Site